# الیسون ۱۰۱۷۷
سیارک ۱۰۱۷۷ (به انگلیسی: 10177 Ellison، نامگذاری:1996CK9) ده هزار و صد و هفتاد و هفتمین سیارک کشف شده‌است که در ۱۰ فوریه ۱۹۹۶ کشف شد.
قدر مطلق سیارک برابر ۱۴٫۲۰ است.